# Über der Steppe geht die Sonne auf, aber niemals unter
Über der Steppe geht die Sonne auf, aber niemals unter (chinesisch 草原上升起不落的太阳, Pinyin cǎoyuán shàngshēng qǐ bù luò de tàiyáng) wurde 1953 von dem mongolischen Komponisten Meiliqige aus der Inneren Mongolei komponiert, der auch den Text verfasste. 
Měilìqígé machte 1952 seinen Abschluss am Zentralen Musikkonservatorium. Das Werk ist ein Lobgesang auf die Steppe, eine gefühlvolle Ballade, die in China sehr beliebt ist und sich im Repertoire zahlreicher namhafter Interpreten befindet. Die aufgehende Sonne symbolisiert die Kommunistische Partei Chinas mit ihrem damaligen Vorsitzenden Mao.
2007 war es eines der 31 Musikstücke mit denen die Mondsonde Chang’e-1 ausgestattet wurde.